# Lionel Fournier
Lionel Fournier, född 19 mars 1917, död 3 september 1993, var en friidrottare från Kanada. Han deltog vid olympiska sommarspelen 1948.